# Adelophryne michelin
Az Adelophryne michelin a kétéltűek (Amphibia) osztályába, a békák (Anura) rendjébe és az Eleutherodactylidae családba tartozó faj.

## Előfordulása
A faj Brazília endemikus faja. Csak a típuslelőhelyről ismert, a Reserva Ecológica Michelin (REM) természetvédelmi területen, Bahia államban, Igrapiúna település mellett.

## Megjelenése
Kis méretű békafaj, a kifejlett egyedek mérete elérheti a 11,5 mm-t, a hímek kisebb méretűek.
Háta enyhén aranyszínű, a közepén két különböző szélességű sötétbarna csíkkal, amelyek fejjel lefelé fordított „V” alakban helyezkednek el. A szemhéjak között egy „V” alakú sötétbarna csík található. A loreális régió sötétbarna. Az oldalán szintén sötétbarna csík húzódik végig az ágyékig, kis fehér pöttyökkel. A combon és a sípcsonton egy vagy két sötét sáv található. A mellső végtag egyes példányoknál vörös lehet. Hasi oldala lehet sötét, elszórtan fehér foltokkal, vagy lehet egyszínű. A torok, a combok és a lábszárak alja enyhén aranyszínű. A szivárványhártya vörösesbarna, fekete hálózatosodással.

## Természetvédelmi helyzete
A vörös lista a súlyosan veszélyeztetett fajok között tartja nyilván. Populációja csökken, a mezőgazdaság és a fakitermelés jelent számára veszélyt.